# Лапин, Даниэль Сергеевич
Даниэль Сергеевич Лапин (укр. Даніель Сергійович Лапін, род. 18 июня 1997, Вроцлав, Польша) — непобеждённый украинский боксёр-профессионал, выступающий в полутяжёлой весовой категории. Мастер спорта Украины, многократный чемпион Украины и призер чемпионата Европы. Среди профессионалов чемпион по версиям IBO Continental (2023), действующий WBA Continental (2024—н. в.), IBF Inter-Continental (2024—н. в.), WBO International (2025—н. в.) в полутяжёлом весе.
Лучшая позиция по рейтингу BoxRec — 33-я (июль 2025) и является 2-м среди украинских боксёров (после Александра Гвоздика) полутяжёлого веса, а по рейтингам основных международных боксёрских организаций занимает: 8-ю строчку рейтинга WBA, 15-ю строчку IBF — входя в ТОП-35 лучших полутяжеловесов мира

## Биография
Родился в Польше в городе Вроцлаве. Рос в Крыму, учился в школе № 31, окончил Крымский федеральный университет имени В. И. Вернадского. Сын заслуженного тренера по боксу Сергея Лапина.

## Любительская карьера
Провёл 290 поединков в любительском боксе.

## Профессиональная карьера
1 августа 2020 года в Киевской области провёл дебютный бой на профессиональном ринге, победив белоруса Сергея Крапшилу в рамках вечера бокса, организованного промоутерской компанией Александра Усика «Usyk17 Pomotions». С первых минут бой прошел под диктовку Даниэля Лапина, который на протяжении всего поединка демонстрировал контроль над противником. Лапин умело держал дистанцию и прессинговал, набирая очки в свой актив. Бой завершился победой украинца единогласным решением трёх судей: 40–36.

#### Бой с Аро Шварцем
26 августа 2023 года в польском Вроцлаве в андеркарде боя Александр Усик — Даниель Дюбуа состоялся бой с немецким боксёром Аро Шварцем. Лапин продемонстрировал превосходство на дальней за счёт джеба, меняя стойки, комбинируя атаки нокаутировав противника в шестом раунде. Этот успех принёс ему пояс IBO Continental.

#### Бой с Альмирем Скриели
10 февраля в Мадриде (Испания), состоялся поединок с черногорцем Альмирем Скриели, в котором Даниэль Лапин защитил титул чемпиона мира по версии IBO Continental. Уже в первом раунде Скриели оказался на канвасе, но сумел продолжить бой. Однако во втором раунде украинец еще дважды отправил своего соперника в нокдаун, и рефери остановил бой, присудив досрочную победу Лапину.

#### Бой с Октавиу Пудивитр
18 мая в Эр-Риядe (Саудовская Аравия) встретился с португальцем Октавиу Пудивитром в андеркарде главного поединка Александр Усик — Тайсон Фьюри. На кону стоял титул WBA Intercontinental. Лапин сразу обозначил преимущество: работал от джеба обладая большим превосходством в антропометрии. В одном из эпизодов в первом раунде Даниэль хорошо попадает слева и соперник берет колено. После непродолжительного добивания и отсчета рефери, бой был остановлен.

#### Бой с Диланом Колином
21 декабря 2024 года в рамках вечера бокса в Эр-Рияде (Саудовская Аравия), главным событием которого стал реванш Александра Усика и Тайсона Фьюри, победил в 10-раундовом бою за вакантный пояс IBF International и WBA Continental небитого француза Дилана Колина. Снова результат сделала передняя рука украинца. Уже в первом раунде Лапин потряс француза двойкой, но последний смог устоять. Лапин отлично контролировал дистанцию, подключал финты. Первые раунды ничего не показав Колин стал работать по корпусу, пытался контрить, чтобы обойти разящую переднюю руку Лапина. У Колина получился не плохой 7-й раунд, но уже в следующей трехминутке Дилан пропустил боковой заметно его потрясший, но Лапин этим не воспользовался. Счёт судей в пользу фаворита: 100–90, 99–91 и 99–91.

#### Бой с Льюисом Эдмондсоном
19 июля 2025 года в Лондоне (Англия) на стадионе «Уэмбли» в андеркарде боя Александр Усик - Дэниел Дюбуа встретился с местным Льюисом Эдмондсоном. на кону боя стояло три региональных титула по линии IBF, WBA и WBO в полутяжёлом весе. Бой прошёл с минимумом обострений и был не зрелищным. Британец чувствуя неудобство в борьбе с высоким левшой действовал наскоками. Ближе к середине боя у Лапина возникли проблемы: были нарушения правил из-за чего рефери предупредил его и пропущенные удары. Начало второй половины боя Даниэль провалил, Эдмодсон взвинтил темп и взял несколько раундов. Лапин смог собраться лишь в концовке. Взял два последних раунда и минимально вытянул бой. Счёт боя адекватный: дважды 96–94 Лапину, а третий  дал ровно 95–95.

## Статистика профессиональных боёв
В таблице перечислены результаты всех поединков боксёров.
В каждой строке указан результат поединка. Дополнительно номер поединка обозначен цветом, который обозначает итог поединка. Расшифровка обозначений и цветов представлена в нижеследующей таблице.
| Пример | Расшифровка                     |
| ------ | ------------------------------- |
|        | Победа                          |
|        | Ничья                           |
|        | Поражение                       |
|        | Планируемый поединок            |
|        | Поединок признан несостоявшимся |
| КО     | Нокаут                          |
| ТКО    | Технический нокаут              |
| PTS    | Решение судей (по очкам)        |
| UD     | Единогласное решение судей      |
| MD     | Решение большинства судей       |
| SD     | Раздельное решение судей        |
| RTD    | Отказ от продолжения боя        |
| DQ     | Дисквалификация                 |
| NC     | Поединок признан несостоявшимся |

| 12 поединков, 12 побед (4 нокаутом). | 12 поединков, 12 побед (4 нокаутом). | 12 поединков, 12 побед (4 нокаутом). | 12 поединков, 12 побед (4 нокаутом). | 12 поединков, 12 побед (4 нокаутом).                 | 12 поединков, 12 побед (4 нокаутом). | 12 поединков, 12 побед (4 нокаутом). |
| Бой                                  | Рекорд                               | Дата                                 | Соперник                             | Место боя                                            | Результат                            | Данные о бое |
| ------------------------------------ | ------------------------------------ | ------------------------------------ | ------------------------------------ | ---------------------------------------------------- | ------------------------------------ | --- |
| 12                                   | 12-0                                 | 19 июля 2025                         | Льюис Эдмондсон (11-0)               | Стадион Уэмбли, Лондон, Великобритания               | MD 10                                | Защитил титулы IBF Inter-Continental (1-я защита Лапина), WBA Continental (3-я защита Лапина), а также завоевал вакантный титул WBO International в полутяжёлом весе. |
| 11                                   | 11-0                                 | 21 декабря 2024                      | Дилан Колин (14-0)                   | Kingdom Arena, Эр-Рияд, Саудовская Аравия            | UD 12                                | Защитил WBA Continental (2-я защита Лапина). Завоевал IBF Inter-Continental в полутяжёлом весе. Счёт судей: 100–90, 99–91 и 99–91.                                    |
| 10                                   | 10-0                                 | 18 мая 2024                          | Октавиу Пудивитр (9-1)               | Kingdom Arena, Эр-Рияд, Саудовская Аравия            | KO 1 (10), 1:47                      | Завоевал вакантный титул WBA Continental в полутяжёлом весе. |
| 9                                    | 9-0                                  | 10 февраля 2024                      | Альмир Скриели (19-8)                | Gimnasio del Rayo Vallecano, Мадрид, Испания         | TKO 2 (10)                           | |
| 8                                    | 8-0                                  | 26 августа 2023                      | Аро Шварц (20-6-1)                   | Стадион Вроцлав, Вроцлав, Польша                     | TKO 6 (10), 2:25                     | Бой за титул IBO Continental в полутяжёлом весе. |
| 7                                    | 7-0                                  | 15 апреля 2023                       | Эммануэль Фезо (10-13-2)             | GE Turow Arena, Згожелец, Польша                     | TKO 1 (6), 2:35                      | |
| 6                                    | 6-0                                  | 20 августа 2022                      | Йозеф Юрко (9-6-1)                   | King Abdullah Sports City, Джидда, Саудовская Аравия | UD 8                                 | Счёт судей: 80-72 (трижды). |
| 5                                    | 5-0                                  | 25 сентября 2021                     | Павел Мартынюк (4-7)                 | Тоттенхэм, Лондон, Великобритания                    | PTS 6                                | Счёт судьи: 60-55. |
| 4                                    | 4-0                                  | 10 апреля 2021                       | Аттила Корос (16-22-1)               | Киев, Украина                                        | UD 6                                 | Счёт судей: 60-54 (трижды). |
| 3                                    | 3-0                                  | 6 марта 2021                         | Бека Адуашвили (17-21-1)             | AKKO International, Киев, Украина                    | UD 6                                 | Счёт судей: 60-54 (трижды). |
| 2                                    | 2-0                                  | 13 декабря 2020                      | Сергей Шевчук (1-8-1)                | Киностудия имени А. Довженко, Киев, Украина          | UD 4                                 | Счёт судей: 40-36 (трижды). |
| 1                                    | 1-0                                  | 1 августа 2020                       | Сергей Крапшила (4-26-2)             | Equides Club, Лесники, Украина                       | UD 4                                 | Профессиональный дебют. Счёт судей: 40-36 (трижды). |
| Бой                                  | Рекорд                               | Дата                                 | Соперник                             | Место боя                                            | Результат                            | Данные о бое |